# Higher Whitley
Higher Whitley lub Whitley Superior – wieś w Anglii, w hrabstwie Cheshire, w dystrykcie (unitary authority) Cheshire West and Chester, w civil parish Whitley. Leży 26 km od miasta Chester. W 1931 roku civil parish liczyła 339 mieszkańców.